# Eremoplana infelix
Eremoplana infelix es una especie de mantis de la familia Mantidae.  Es el único miembro del género monotípico Eremoplana.

## Distribución geográfica
Se encuentra en Egipto, Israel, Líbano, Arabia Saudita, Territorios Palestinos y Sudán.